# Bischler–Möhlau吲哚合成
Bischler-Möhlau吲哚合成（Bischler-Möhlau indole synthesis）
从 α-溴苯乙酮与过量苯胺反应合成 2-芳基吲哚。
这个反应由 Möhlau 最早在 1881 年报道，至今已经有一个多世纪的历史。但与其他吲哚的合成方法相比，此反应的反应条件较为苛刻，应用也并不是很广泛。
最近报道了用溴化锂催化的在温和条件下的反应，以及用微波促进的合成。

## 反应机理
反应机理十分复杂。首先是溴乙酰苯与两分子苯胺缩合为中间体 (4)，然后 (4)发生分子内亲电环化，苯胺离去，产生 (5)，(5) 失去质子，再芳构化，便得芳基吲哚 (7)。